# Izoitki
Izoitki (biał. Ізаіткі; ros. Изоитки) –– dawna wieś. Tereny na których leżała znajdują się na Białorusi, w obwodzie witebskim, w rejonie miorskim, w sielsowiecie Jazno. Miejscowość została zniesiona w 2011 roku.

## Historia
W czasach zaborów wieś prywatna w gminie Jazno, w powiecie dzisieńskim, w guberni wileńskiej Imperium Rosyjskiego. Wieś należała do okręgu wiejskiego Jazno.
W latach 1921–1945 wieś leżała w Polsce, w województwie wileńskim, w powiecie dziśnieńskim, w gminie Jazno.
Według Powszechnego Spisu Ludności z 1921 roku zamieszkiwało tu 74 osoby, 15 było wyznania rzymskokatolickiego a 59 prawosławnego. Jednocześnie 46 mieszkańców zadeklarowało polską a 48 białoruską przynależność narodową. Było tu 13 budynków mieszkalnych. W 1931 w 12 domach zamieszkiwało 74 osoby.
Wierni należeli do parafii rzymskokatolickiej i prawosławnej w Jaźnie. Miejscowość podlegała pod Sąd Grodzki w Dziśnie i Okręgowy w Wilnie; właściwy urząd pocztowy mieścił się w Jaźnie.
W wyniku napaści ZSRR na Polskę we wrześniu 1939 miejscowość znalazła się pod okupacją sowiecką. 2 listopada została włączona do Białoruskiej SRR. Od czerwca 1941 roku pod okupacją niemiecką. W 1944 miejscowość została ponownie zajęta przez wojska sowieckie i włączona do obwodu witebskiego Białoruskiej SRR.
Od 1991 w składzie niepodległej Białorusi.